# 髙橋屋

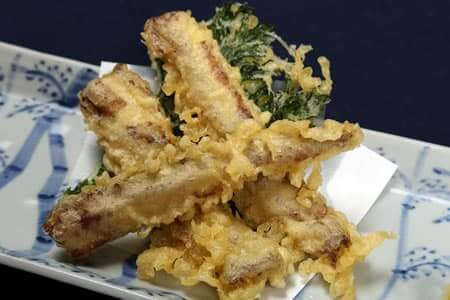
杉戸町推奨土産品「うなぎの天婦羅」

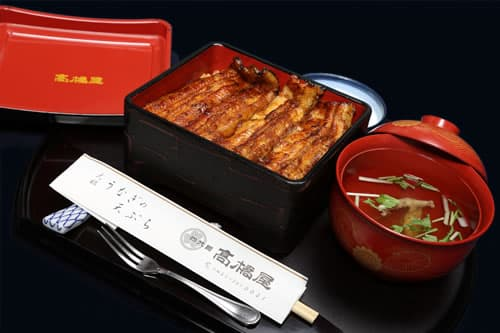
特上うな重御膳（本店）

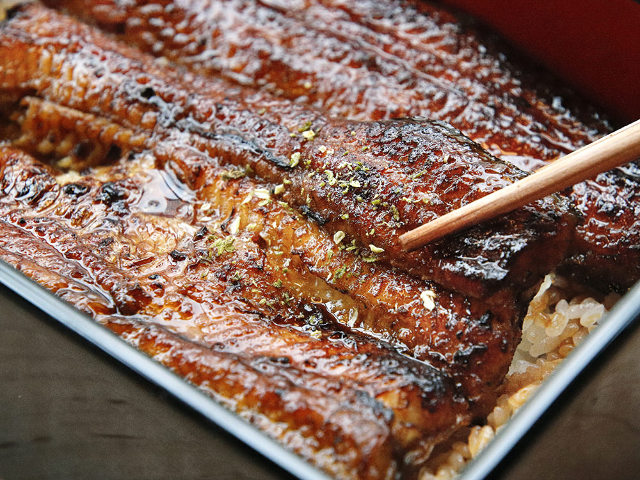
髙橋屋の「うな重」

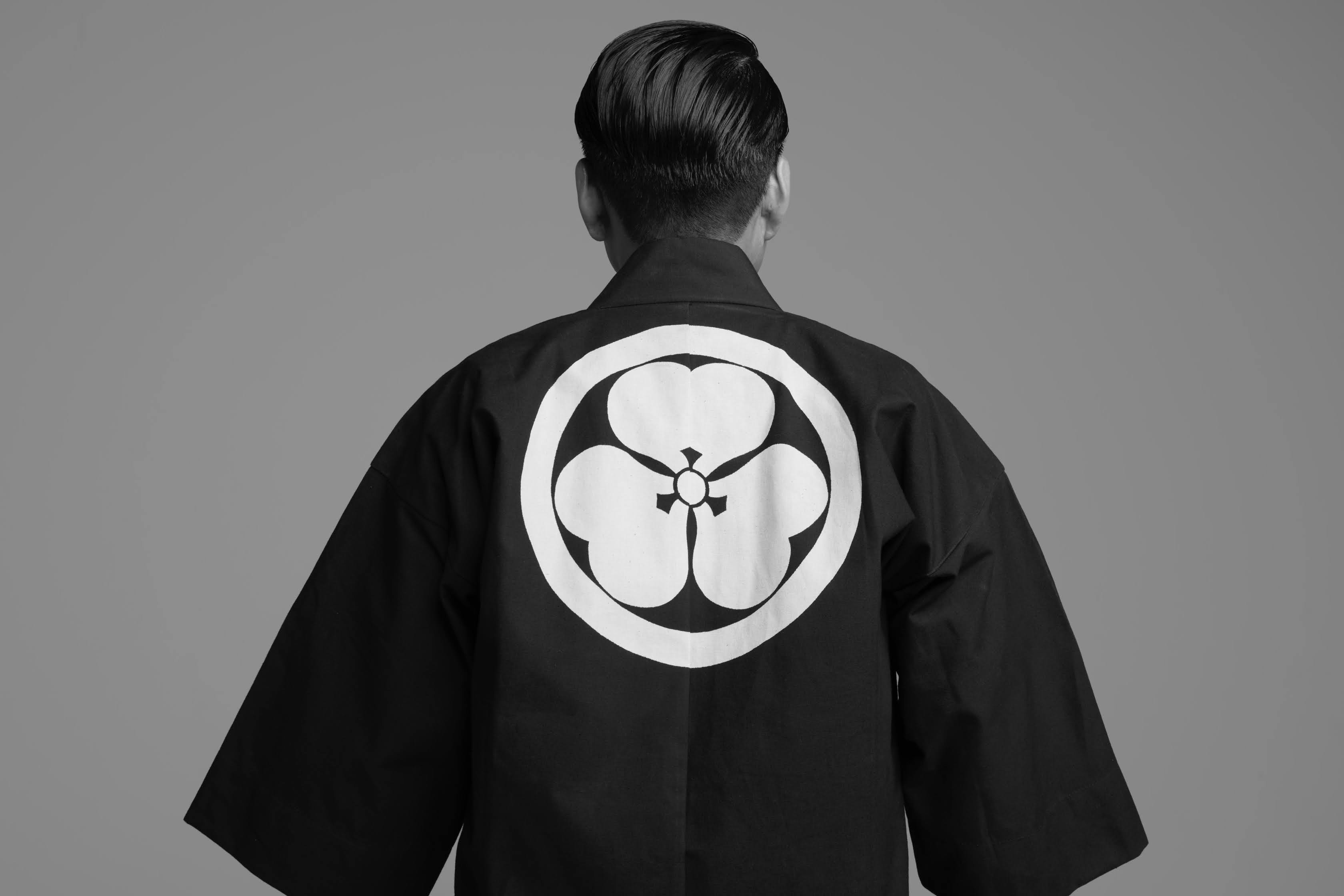
髙橋屋の四代目 高橋明宏と写真家レスリー・キーによる作品撮り

髙橋屋（たかはしや）は明治元年（1868年）に創業した老舗鰻料理店。室町三井家の流れをくんでいる。杉戸町推奨土産品にもなっている名物料理うなぎの天婦羅は、初代 髙橋滝吉が店の前を流れる大落古利根川で獲れた鰻の稚魚を天麩羅で揚げたことが発祥の起源となっている。

本店は埼玉県北葛飾郡杉戸町にあり、中央区 (東京都)銀座四丁目に令和三年（2021年）8月14日に｢銀座 四代目 髙橋屋｣を開店。一切の妥協を許さず歴史と伝統を守り常に新しい事に挑戦する四代目 髙橋明宏が、うなぎ業界に「革命-REVOLUTION」を起こすスタイルを考案した。

## 歴史
初代の髙橋滝吉が「藤喜柴雲亭」の名で料理店を開業。

明治四十三年（1910年）多くの旅籠で賑わった宿場町「杉戸宿」に杉戸駅（現・東武動物公園駅）東口駅通りの桜並木があった頃、古利根橋のたもとで座敷、出前のみの店を始め｢髙橋屋｣の店名に変える。

昭和四年（1929年）に現在の住所に移転した。心落ちつかせる庭園と二階の座敷、一階の四十畳大座敷を設ける。

昭和五十一年（1976年）に食事処（テーブル席）を造る。気軽に食事をしていただくために、川魚中心の料理だけでなく、海の魚も採り入れる。

平成二十二年（2010年）に真空パックによるインターネットでの通信販売を始める。

令和二年（2020年）には、新型コロナウイルス感染症が拡大しお持ち帰り弁当にも注力した。

令和三年（2021年）に三井財閥・料亭「松の茶屋」をベースとした髙橋屋 四代目 髙橋明宏総料理長がつくる伝統の日本料理と「髙橋屋 本店」「銀座 小十」「France Paris 奥田」と3軒の料理店で、修業を重ねた田中料理長との融合した銀座店｢銀座 四代目 髙橋屋｣を開店。

令和五年（2023年）9月に｢銀座 四代目 髙橋屋｣がミシュランガイドNewセレクションに掲載される。

令和五年（2023年）12月に｢銀座 四代目 髙橋屋｣がミシュランガイド東京2024 セレクテッドレストランに選ばれる。

令和六年（2024年）10月にミシュランガイド東京2025が発表され、2年連続セレクテッドレストランに選ばれる。

## 特徴
髙橋屋の蒲焼、うな重は天然国産うなぎを季節に応じて産地をかえている。日本料理や割烹料理に近い仕込みで、一尾一尾、丁寧に小骨をピンセットで抜く作業などを行い全ての仕込みには二時間ほどかけられている。じっくりと蒸し上げ、百五十年以上継ぎ足し続けた秘伝のタレをつけ、備長炭で焼き上げる。鰻の焼き方は、関東「蒸し焼き」、関西「直火焼き」の両方を提供している。杉戸町推奨土産品にもなっている郷土料理「うなぎの天婦羅」が有名。さらに髙橋屋の味に合う専用のお米を10年以上かけて肥料の配合や土壌作り、苗の間隔などに試行錯誤を重ね作り上げられている。その味に魅了された各界の著名人も足繁く通い、各メディアにも掲載されており百貨店や外商向けにお取り寄せ商品も提供している。本店は、数多くのテレビやCM、イベントの撮影地としても利用されている。

2021年11月 写真家レスリー・キーによる作品撮りが行われる。

本店の大広間や個室からは庭園を含めた五百坪の広大な敷地を一望でき、春には壮大な満開の百年桜が堪能できる。

四代目 高橋明宏が新たに生み出したうなぎの焼き方「関西風 地焼き」は、素材の味を最大限に引き出す調理法として、近年注目を集めている。

## 受賞歴
平成二十六年（2014年）埼玉S級グルメTOP30店に認定。

平成二十八年（2016年）うなぎ百選店に認定。

令和五年（2023年）MICHELIN Guide Tokyo September 2023 New selectionsに掲載。

令和五年（2023年）「ミシュランガイド東京2024」 セレクテッドレストランに掲載。

令和六年（2024年）銀座店｢銀座 四代目 髙橋屋｣が「Architecture & Design Community」によるInternational Architecture & Design Awards 2024にて2024年国際建築デザイン賞銅賞を受賞。

令和六年（2024年）銀座店｢銀座 四代目 髙橋屋｣が食べログ うなぎ 百名店 2024に選出。

令和六年（2024年）「ミシュランガイド東京2025」 セレクテッドレストランに掲載。

## 各店舗
- 杉戸 (杉戸町)本店 - 埼玉県北葛飾郡杉戸町杉戸3丁目10番6号
- 銀座店 - 東京都中央区 (東京都)銀座4-12-1 VORT銀座イーストⅡビル4F
- お取り寄せ店 - 東京都中央区 (東京都)銀座4-11-12-4A

## ギャラリー

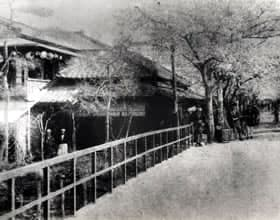
明治時代 髙橋屋
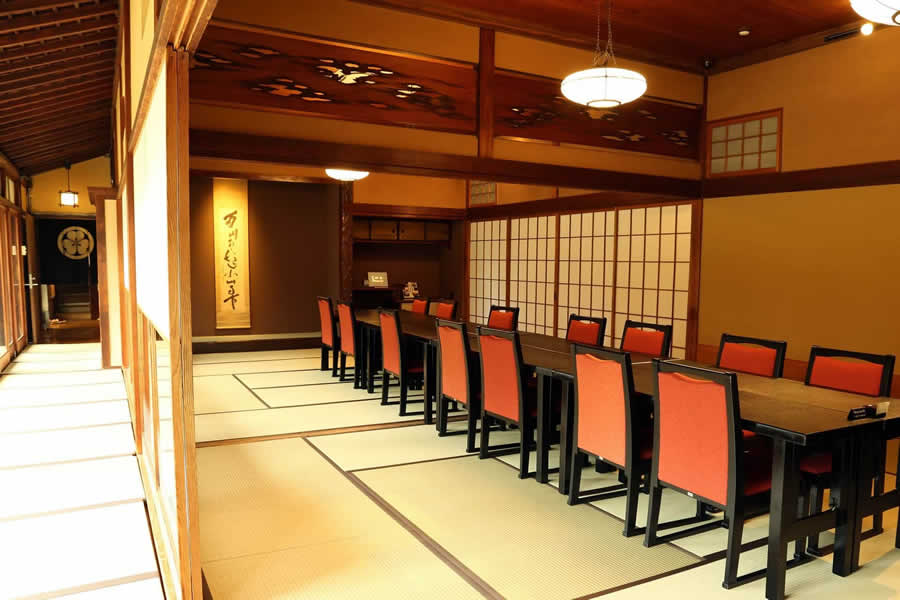
髙橋屋（本店） 大座敷
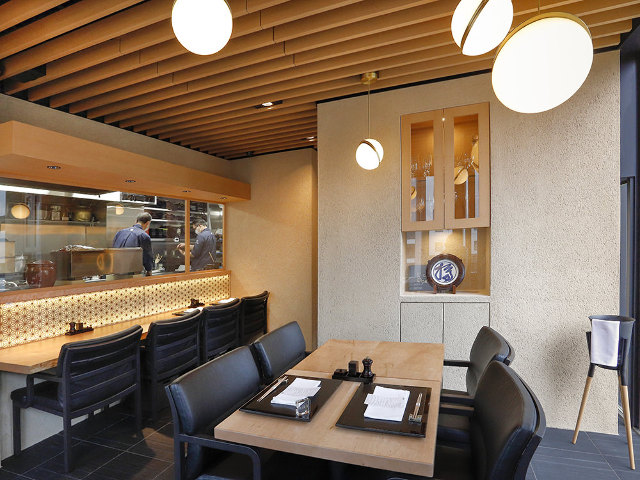
髙橋屋（銀座店） 店舗内
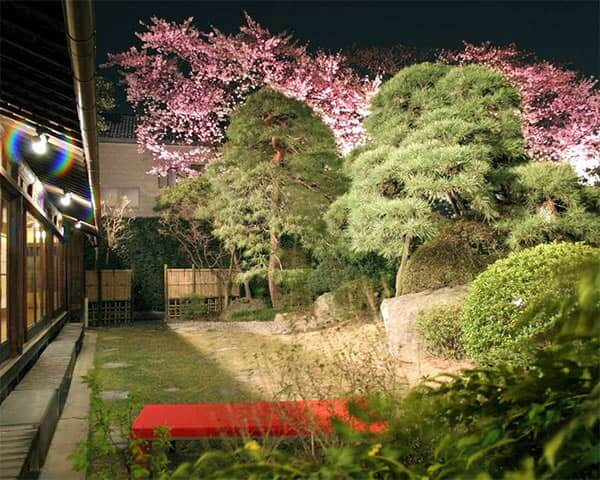
髙橋屋（本店）の庭園（百年桜）
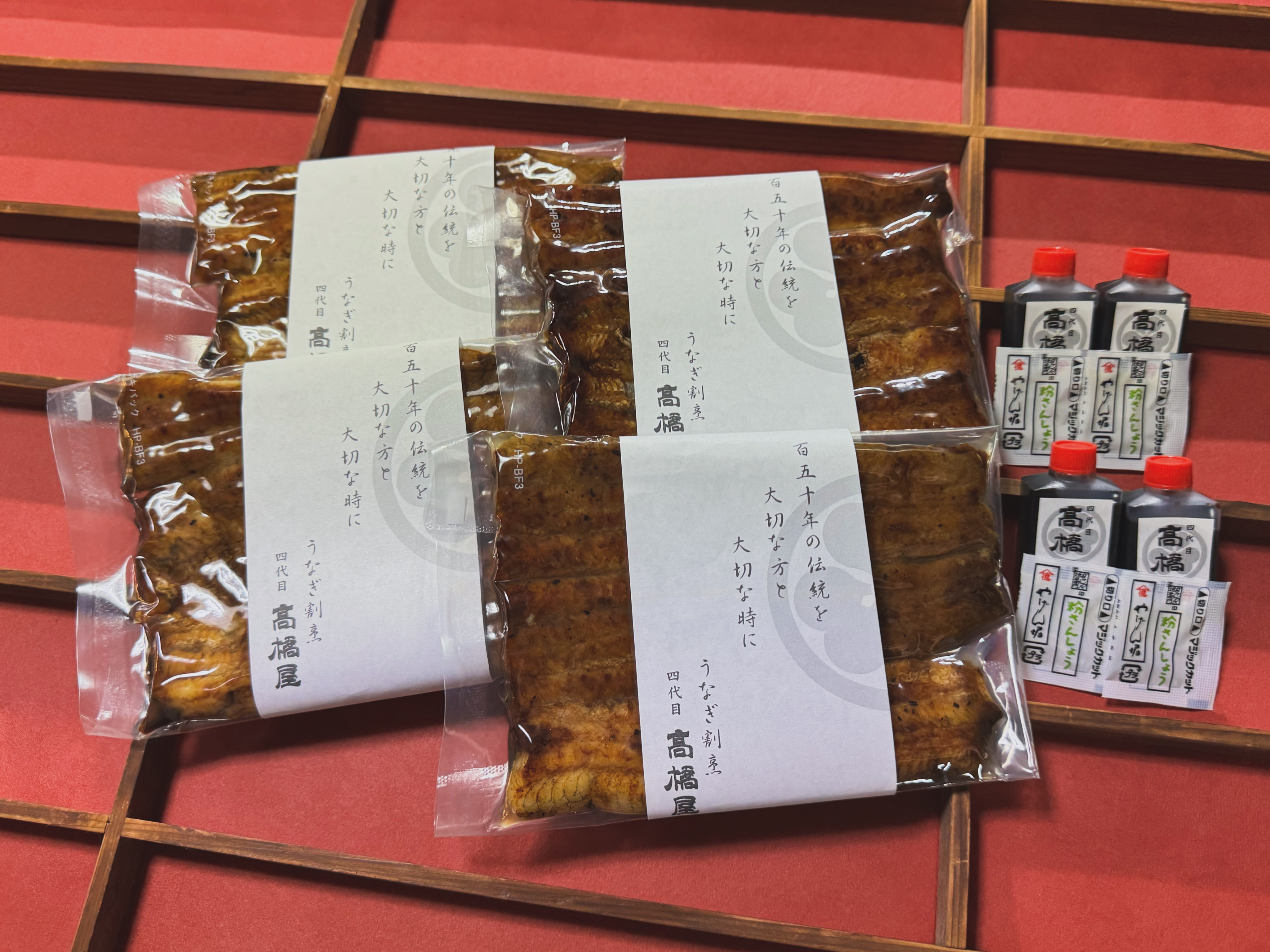
髙橋屋うなぎ蒲焼のお取り寄せ

## テレビ番組
- 出没!アド街ック天国[15]
- ぶらり途中下車の旅[16]
- よ〜いドン![17]
- ザキヤマの街道歩き旅[18]
- ポップアップ[19]
- マツコの知らない世界[20]
- KinKi Kidsのブンブブーン[21]
- マツコ&有吉 かりそめ天国[22]
- ニンゲン観察バラエティ『モニタリング』[23]
- 芸能人格付けチェック[24]
- 黄金のワンスプーン![25]
- Golden SixTONES[26]

## ラジオ
- おお江健次の熱血シゴトーク[27]
- 埼玉 彩響のおもてなし[28]